# Manuel Salamanca
Héctor Manuel Salamanca Montano (* 29. Juli 1927 in Puente Alto; † 5. Oktober 2010 in Pirque) war ein chilenischer Fußballspieler. Der Offensivspieler absolvierte drei Länderspiele für Chile und erzielte dabei ein Tor.

## Vereinskarriere
Manuel Salamanca, Spitzname Pato, debütierte 1947 beim CD Magallanes, nachdem er von Deportivo La Salle zu den Albicelestes gekommen war. Dort blieb er bis 1953 und wechselte dann zu Deportes Iberia, wo er seine Karriere nach einem Jahr beendete.

## Nationalmannschaft
Manuel Salamanca debütierte unter Luis Tirado für die Nationalmannschaft beim Campeonato Sudamericano 1949 bei der 2:3-Niederlage gegen Bolivien. Bei seinem Debüt erzielte er den zwischenzeitlichen 2:1-Führungstreffer. Im weiteren Turnierverlauf spielte er noch beim 1:1-Unentschieden gegen Kolumbien und wurde beim 1:0-Sieg über Ecuador eingewechselt. La Roja beendete das Turnier mit zwei Siegen, einem Unentschieden und vier Niederlagen als fünfte der acht teilnehmenden Nationen. Diese beiden Spiele blieben die einzigen Länderspiele für Salamanca.